# James Lowes

a Compétitions nationales et continentales officielles uniquement.

b Matchs officiels uniquement.
James Lowes, né le 11 octobre 1969, est un ancien joueur de rugby à XIII anglais évoluant au poste de talonneur dans les années 1990 et 2000. Il a été sélectionné en sélection irlandaise et britannique. En club, James Lowes a débuté aux Hunslet Hawks avant de rejoindre les Leeds Rhinos en Super League, il rejoint ensuite les Bradford Bulls où il termine sa carrière sportive.
Au cours de sa carrière, il est désigné meilleur joueur de la Super League en 1997 sous les couleurs des Bradford Bulls.

## Palmarès
- Vainqueur de la Super League : 1997 (Bradford Bulls).
- Vainqueur de la Challenge Cup : 2000 et 2003 (Bradford Bulls).
- Finaliste de la Super League : 1999 et 2002 (Bradford Bulls).

## Distinctions personnelles
- Meilleur joueur de la Super League : 1997 (Bradford Bulls).